# Болдуин, Фрэнк Стивен
Фрэнк Стивен Болдуин (англ. Frank Stephen Baldwin, 10 апреля 1838 — 8 апреля 1925) — американский изобретатель арифмометра.  Лауреат медали Джона Скотта (1874).
Родился в 1838 году в Нью-Хартфорд, штат Коннектикут. В 1873 году создал машину под названием «арифмометр», патент был выдан 28 июля 1874 года. Умер в возрасте 86 лет в 1925 году в частной больнице в Morristown, Нью-Джерси после операции.